# Lagynogaster dimidiata
Lagynogaster dimidiata là một loài ruồi trong họ Asilidae. Lagynogaster dimidiata được Hsia miêu tả năm 1949. Loài này phân bố ở vùng Cổ Bắc giới và châu Á.